# Пегуза
Пегуза — река в России, протекает по Солигаличскому району Костромской области. Устье реки находится в 18 км по правому берегу реки Сельма. Длина реки составляет 10 км.
Пегуза берёт исток в лесах западнее деревни Пегуза близ границы с Вологодской областью в 18 км к северо-западу от Солигалича. Течёт на восток, на берегах реки расположена деревня Пегуза. Впадает в Сельму выше деревни Кононово в 10 км к северо-западу от Солигалича. Крупных притоков нет.

## Данные водного реестра
По данным государственного водного реестра России относится к Верхневолжскому бассейновому округу, водохозяйственный участок реки — Кострома от истока до водомерного поста у деревни Исады, речной подбассейн реки — Волга ниже Рыбинского водохранилища до впадения Оки. Речной бассейн реки — (Верхняя) Волга до Куйбышевского водохранилища (без бассейна Оки).
Код объекта в государственном водном реестре — 08010300112110000011741.